# Lišaj pupalkový
Lišaj pupalkový (Proserpinus proserpina) je vzácný motýl z čeledi lišajovitých, mezi kterými patří k nejmenším zástupcům. Vyskytuje se i v České republice, je chráněn zákonem jakožto silně ohrožený druh, ačkoli podle Červené knihy bezobratlých ČR (2017) už je hodnocen „pouze“ jako druh téměř ohrožený.

## Rozšíření
Vyskytuje se v jižní a střední Evropě s přesahem do oblastí západní Asie. Zatímco v 60. a 70. letech 20. století byl zaznamenán prudký pokles početnosti, na přelomu století 20. a 21. se lišaji pupalkovému daří, početnost roste a areál rozšíření se zvětšuje (jižní Anglie, Belgie, Petrohradská oblast v Rusku).

Osidluje široké spektrum biotopů, od vlhkých lesních pasek a údolních luk přes zahrady a městské periferie až po suchá společenstva, jako jsou lomy, revitalizované haldy a železniční náspy. Na stanovišti nesetrvává, je přelétavý. Nevyskytuje se ve vyšších horách.

## Popis

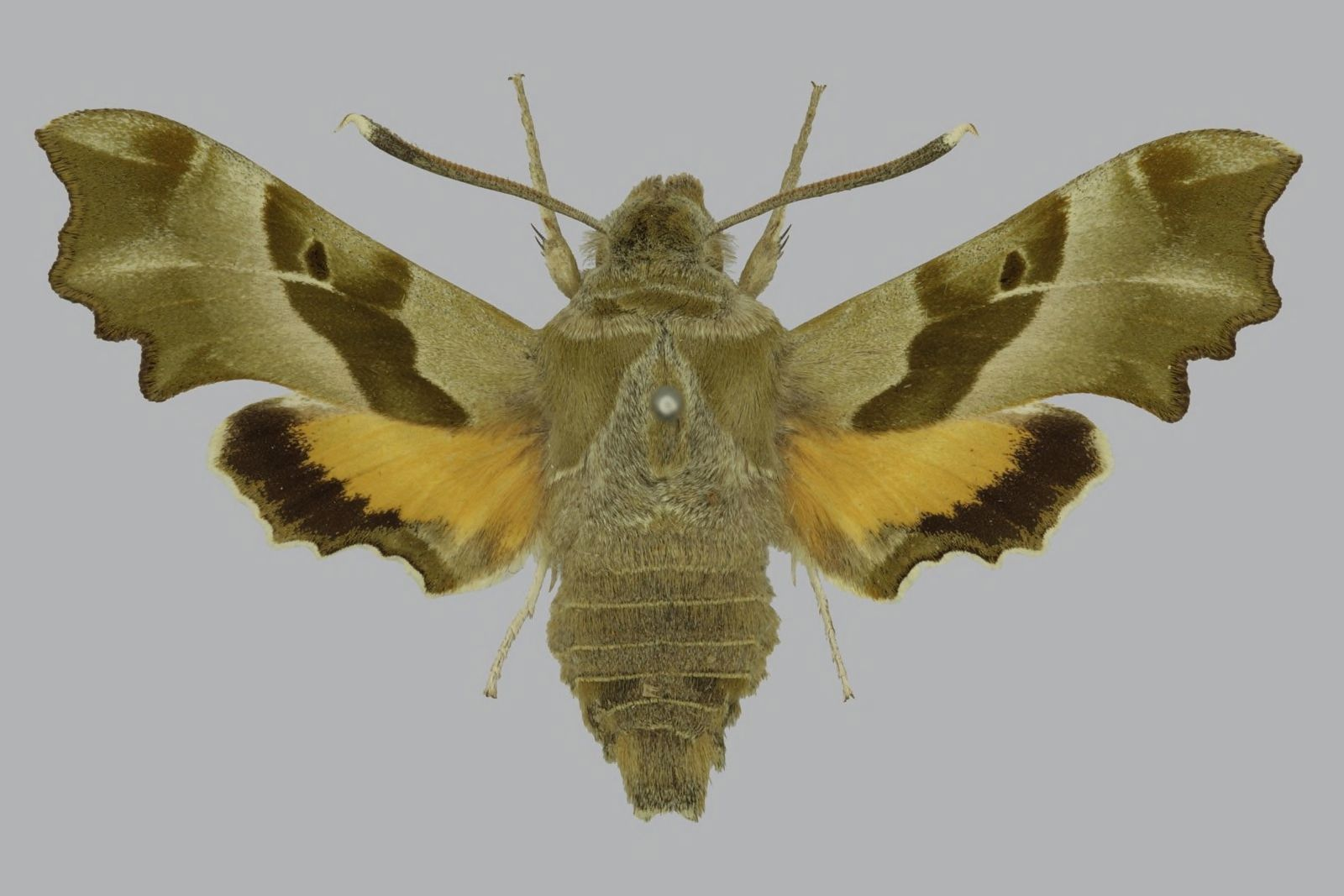
Sbírkový exemplář (samec)

Délka předního křídla je 18–26 mm, základní barva je zelenošedá či zelenohnědá, s tmavou kresbou. V předním rohu křídel je skvrna světlejší barvy. Zadní křídla jsou hlínově žluté barvy, s tmavou páskou na zadním okraji. Vnější okraj obou párů křídel je výrazně, nepravidelně vykrajovaný.
Housenka má hnědou, případně (vzácně) zelenou barvu. Na konci těla nemá růžek typický pro lišajovité, ale pouze žlutě zbarvený výstupek.

## Bionomie
Během roku vytváří jednu generaci, jejíž motýli létají v květnu a červnu. Jsou aktivní krátce po soumraku, přes den se skrývají při zemi pod listy. Dospělci sají nektar, typicky na hadinci, a šalvěji, ale i na jiných květinách. Samička klade vajíčka jednotlivě na živné rostliny, kterými jsou kyprej, vrbka, vrbovka nebo pupalka dvouletá.
Housenky lze na rostlinách zastihnout koncem léta. Jsou aktivní večer a v noci, přes den se skrývají v podrostu či pod kameny. Kuklí se buď při zemi mezi zbytky rostlin, nebo se mělce zahrabávají do půdy. Přezimuje kukla.

## Galerie

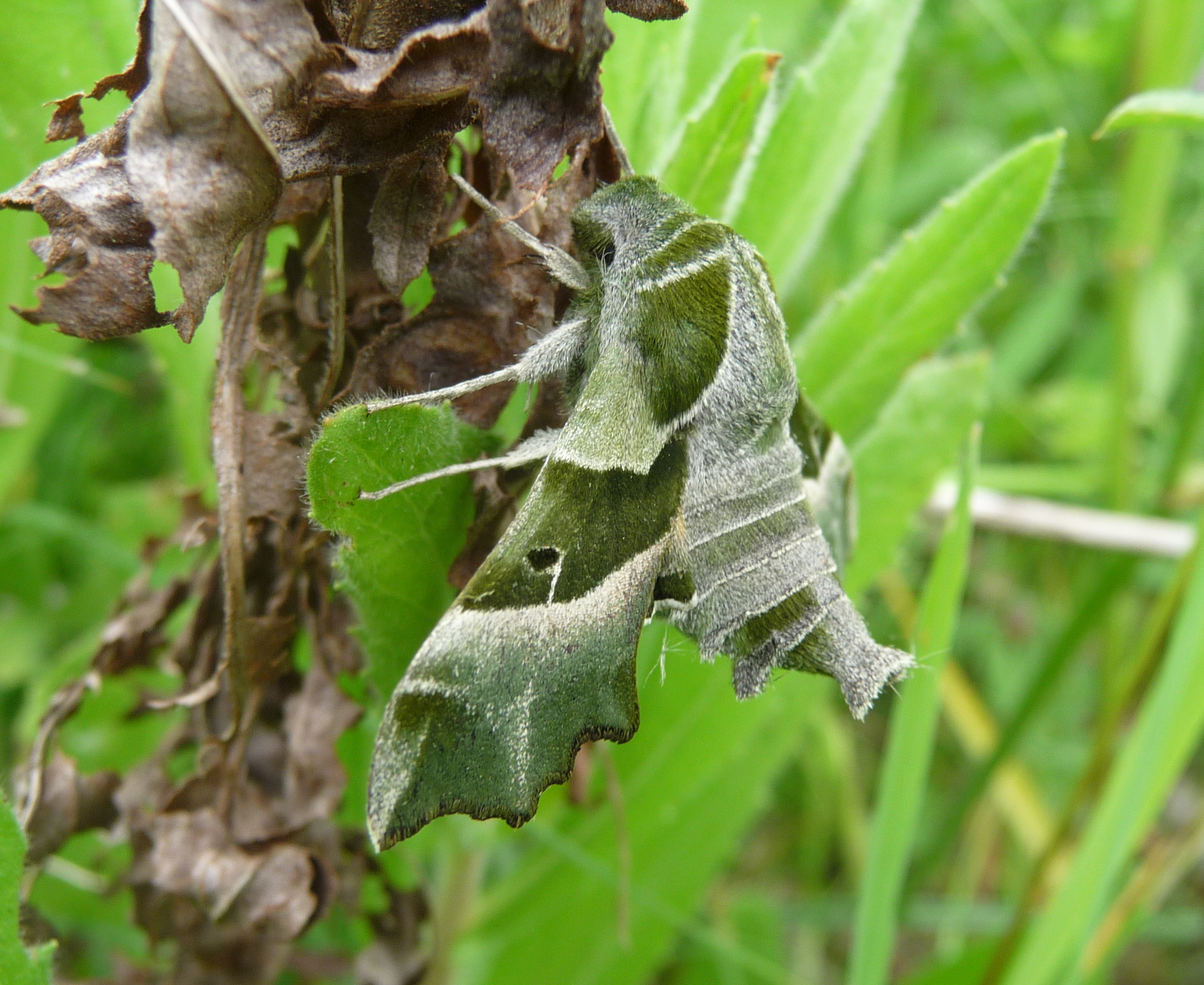
Odpočívající motýl se složenými tykadly
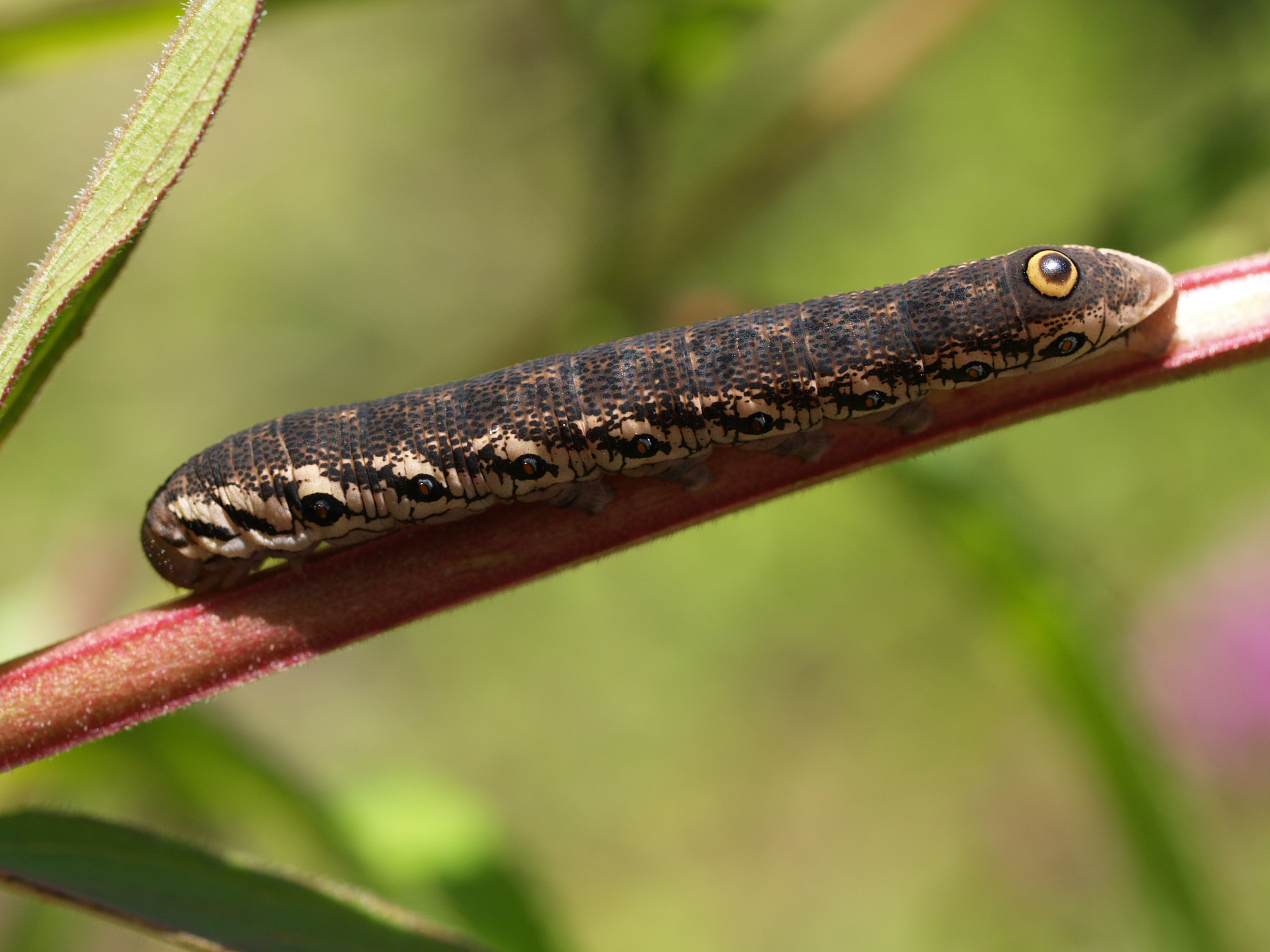
Housenka s výraznou žlutou skvrnou na zádi
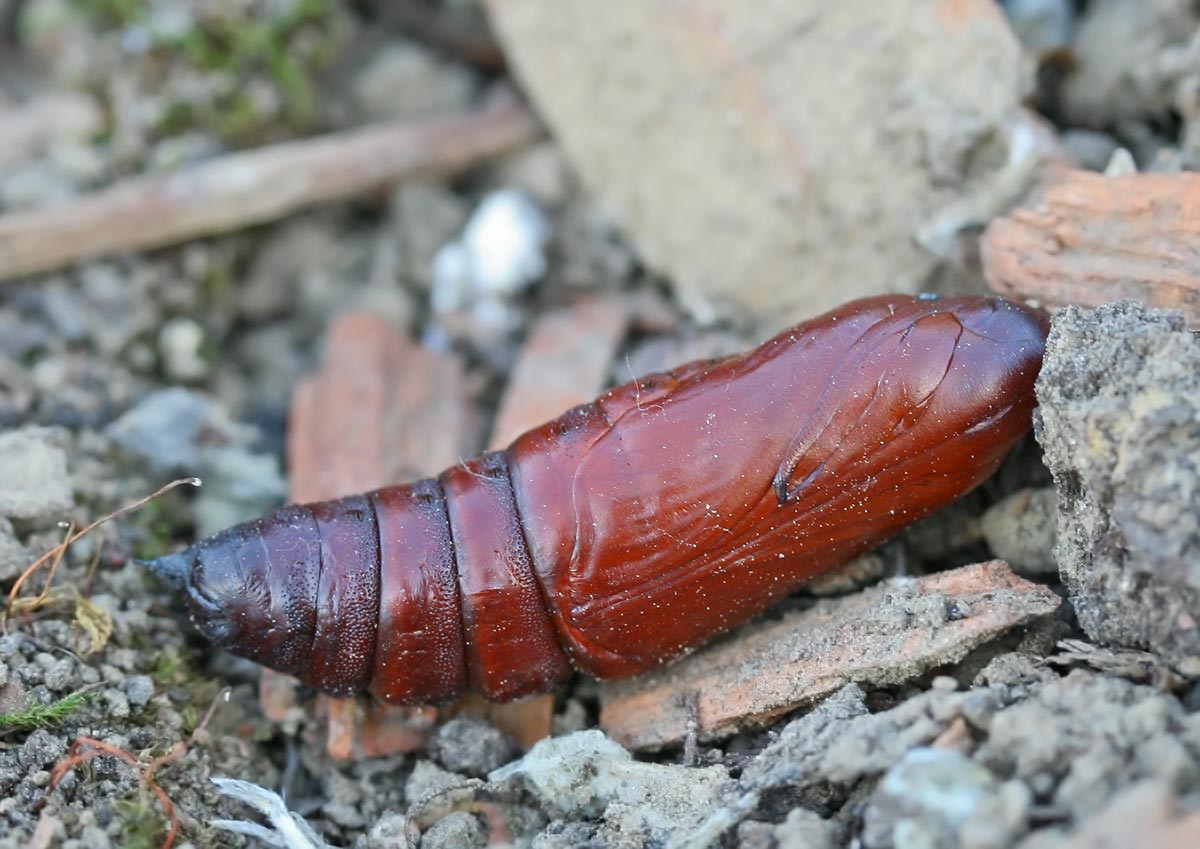
Kukla lišaje pupalkového
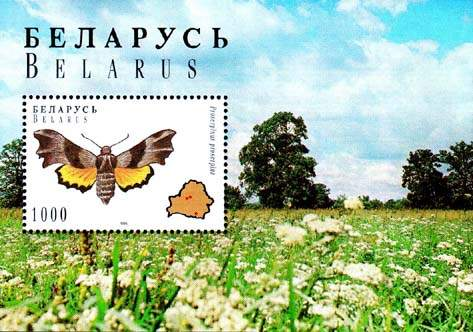
Lišaj pupalkový na běloruské poštovní známce